# Bhilái
Bhilái (vagy Bhiláinagar, hindi: भिलाई) város Indiában, Cshattíszgarh államban. Rájpurtól kb. 40 km-re nyugatra fekszik. Lakossága 626 ezer fő volt 2011-ben  de a közeli Durg várossal mintegy 1 millió fős konurbációt alkot. 
Elsősorban acélgyártásáról ismert város. A hatalmas acélmű orosz segítséggel épült az 1950-es években. Jelenleg is az ország egyik legnagyobb acélműve; több mint 50 ezer alkalmazottal.

## Fordítás
Ez a szócikk részben vagy egészben  a   Gorakhpur című angol Wikipédia-szócikk fordításán alapul.  Az eredeti cikk szerkesztőit annak laptörténete sorolja fel. Ez a jelzés csupán a megfogalmazás eredetét és a szerzői jogokat jelzi, nem szolgál a cikkben szereplő információk forrásmegjelöléseként.